# Thomm
Thomm là một đô thị ở huyện Trier-Saarburg, bang Rhineland-Palatinate, Đức, gần Trier bên sông Moselle.
Fell Exhibition Slate Mine nằm gần Thomm.